# 유자와 미치오

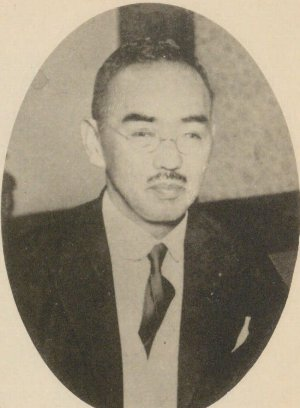

유자와 미치오(일본어: 湯沢 三千男, ゆざわ みちお, 1888년 5월 20일 ~ 1963년 2월 21일)는 일본의 내무 관료이자 정치인이다. 미야기, 히로시마, 효고 현 지사, 도조 내각의 내무대신, 자유민주당 소속 참의원을 지냈다.
유자와는 1888년, 도치기현에서 태어나, 1912년 도쿄 제국대학을 졸업하였다. 졸업 후, 내무성에 들어갔으며, 1929년에 미야기현 지사, 1931년에 토목국장, 히로시마현 지사, 1935년에 효고현 지사가 되었으며, 1936년, 우시오 시게노스케 (潮恵之輔) 내무대신 아래에서 내무차관을 맡았다. 히로타 내각이 무너진 후 물러나, 1938년에 중화민국 임시 정부 고문으로 중국에 건너가, 그곳에서 북지나방면군 (北支那方面軍)의 참모장인 무토 아키라와 친해졌다. 무토와의 인연으로 육군과 가까워진 그는, 1940년에 대일본산업보국회 (大日本産業報国会)의 이사장이 되었다.
1941년 도조 내각이 성립되고, 도조 히데키 수상이 개전파에 의한 쿠데타 방지를 이유로 내무 대신을 겸임하자, 그는 도조의 보좌를 위해 내무차관에 추천되었다. 태평양 전쟁이 발발하여 총선거는 정세를 이유로 연기되었으나, 초반 승리에 열광하는 국민 감정을 이용해 국회를 독점하고자 한 도조 히데키는, 후에 익찬선거 (翼賛選挙)의 준비를 위해 1942년 2월, 유자와에게 내무대신의 지위를 양보하였다.
내무대신이 된 유자와는, 익찬의원동맹 (翼賛議員同盟)의 실력자 야마자키 다쓰노스케 (山崎達之輔)의 동생으로, 내무성의 요직을 지낸 야마자키 이와오 (山崎巌)를 내무차관으로 삼아, 구 (舊) 기성 정당 관계자와 제휴를 도모하였다. 1943년, 지방자치 개정 법안을 둘러싼 문제로 내무대신에서 경질되었고, 직후 귀족원 의원을 지내고, 종전을 맞이하였다.
전후에는 공직에서 추방되었으나, 추방 해제 후에 중앙사회보험의료 협의회 회장, 시읍면 건설 촉진 중앙 심의회 회장, 메이지 신궁 대표 등을 지냈고, 1959년 제5회 참의원 의원 통상 선거에 자유민주당 공인 후보로서, 도치기현 선거구에 입후보해 당선되었다. 1963년, 사망하였다.
| 전임 도조 히데키 | 일본 내무대신 1942년 - 1943년 | 후임 안도 기사부로 |